# Amnesia (filme de 1994)
Amnesia é um filme de drama chileno de 1994 dirigido e escrito por Gonzalo Justiniano. Foi selecionado como representante do Chile à edição do Oscar 1995, organizada pela Academia de Artes e Ciências Cinematográficas.

## Elenco
- Julio Jung - Zúñiga
- Pedro Vicuña - Ramírez
- José Secall - Carrasco
- Marcela Osorio - Marta
- Myriam Palacios - Yolanda
- José Martin - Alvear